# Kecamatan Jampang Kulon
Kecamatan Jampang Kulon är ett distrikt i Indonesien.   Det ligger i provinsen Jawa Barat, i den västra delen av landet, 120 km söder om huvudstaden Jakarta.